# Sofies have
|  | Denne artikel er oprettet af botten PalnaBot ud fra en ekstern database. Den kan derfor have sproglige fejl eller mangler. Denne skabelon kan fjernes efter kontrol af indholdet. |

Sofies have er en børnefilm instrueret af Linda Wendel efter manuskript af Linda Wendel.

## Handling
I Sofies have er der altid nok at lave' Her er fred og ro, man kan næsten høre græsset gro ' synges der, mens Sofie passer sin have og sin lillesøster Christense ude på landet. Og der er virkelig fred og ro, når Sofie omhyggeligt sår ærter og pusler i det grønne. Sommeren er ekstra dejlig, for da kommer Ellen på landet. Sofie og Ellen er lige gamle og har altid nok at tage sig til: De fanger sommerfugle, gynger, leger og sprøjter med vand i badebassinet og står op om natten for at se på uglen i træet. En dag er sommeren forbi, og Ellen skal hjem, men Sofie og Christense har heldigvis stadig travlt i haven.